# Sileneae
Sileneae, tribus iz porodice klinčićevki. Sastoji se od 7 rodova od kojih je najvažniji i najrasprostranjeniji rod pušina ili  Silene sa preko 900 vrsta, raširen po Euroaziji, Africi i obje Amerike. Drugi značajni rodivi su pušinica i kukolj.

## Rodovi
1. Agrostemma L. (2 spp.)
2. Viscaria Röhl. (4 spp.)
3. Atocion Adans. (6 spp.)
4. Eudianthe (Rchb.) Rchb. (3 spp.)
5. Heliosperma (Rchb.) Rchb. (6 spp.)
6. Petrocoptis A. Braun ex Endl. (6 spp.)
7. Silene L. (906 spp.)

## Vanjske poveznice
|  | Zajednički poslužitelj ima još gradiva o temi Sileneae |
|  | Wikivrste imaju podatke o taksonu Sileneae             |